# Sony Tablet P
Sony Tablet P（ソニータブレット・ピー）は2011年9月1日に発表された、ソニー製のタブレット端末である。初期搭載OSはAndroid 3.2が搭載され、アップデートでAndroid 4.0に対応する。日本市場では、Wi-Fi+3Gモデル「SGPT211JP/S」とWi-Fiモデル「SGPT213JP/H」が発売されている。
2012年9月に「Sony Tablet」ブランドはスマートフォンと同様の「Xperia Tablet」に変更されたが、「Sony Tablet P」に相当する後継機を投入する予定は2012年9月時点でないとされている。
シリーズ全体の特徴は『Sony Tablet』を参照のこと。

## 概要
2011年4月26日に東京都内で開催された発表会で、『S2』として初公開。2011年9月1日に、市販モデルの『Sony Tablet P』が公開された。
販売開始当初は、Wi-Fi+3Gモデルのみで、2011年10月28日に発売。2012年3月22日にWi-Fiモデルの販売が発表され、同年4月21日より販売開始した。
メーカー純正のオプション商品として、着せ替え用カバー、キャリングケース、交換用バッテリーが用意されている。着せ替えカバーの当初の設定色は白・黒で、後に金・青・ピンクが追加された。
ディスプレイは、ソニー独自の技術を搭載したTruBlack（トゥルーブラック）ディスプレイの5.5型ウルトラワイドVGA液晶1024×480が2画面用意されており、上の画面でコンテンツ、下の画面で操作パネルといった具合に使い分けることができる。たとえば「上画面に文字編集画面、下画面にQWERTYキーボード」、または「上がゲーム画面、下がゲームパッド」といった具合になる。
本製品のWi-Fi+3GモデルはNTTドコモで取り扱っているが、NTTドコモブランドではなくSONYブランドとして発売されている。
カメラは511万画素のCMOSセンサー、Xperiaなどの携帯電話用に開発された「裏面照射技術」である「Exmor R for mobile」が搭載されており、表面照射型に比べ大幅に高感度、低ノイズを実現しており、暗闇でもフラッシュなしで撮影が可能となっている。
DLNA機能が搭載されており、Wi-Fiなどで接続したテレビに、本端末に保存している写真や動画などを簡単に映し出したり、音楽をワイヤレススピーカーに出力したりすることが可能となっている。
センサーには3軸加速度センサー、ジャイロ、デジタルコンパス、照度センサーが搭載され、直感的な操作が可能となっている。
Wi-FiはIEEE802.11b/g/nに対応している。
2012年5月24日に、日本でのAndroid 4.0.3へのアップデートを開始。ソニー独自の仕様拡張でスモールアプリに対応した。

### Wi-Fi+3G対応モデル
Wi-Fi+3GモデルはFOMAハイスピードに対応しており、ダウンリンク14Mbps／アップリンク5.7Mbpsが利用可能となっている。その際はNTTドコモのインターネット接続サービスである、spモードかmopera Uを利用し、定額データプランなどを利用することとなる。spモードに契約した場合、iモードメールと同様に、@docomo.ne.jpドメインのメールをプッシュ型で利用することが可能となる。またGPRS通信にも対応しているため、WORLD WINGを契約することで海外でも利用が可能となっている。

#### WiFi+3Gモデルの機能
| 主な対応サービス                                 | 主な対応サービス                            | 主な対応サービス                       | 主な対応サービス                              |
| ------------------------------------------------ | ------------------------------------------- | -------------------------------------- | --------------------------------------------- |
| タッチパネル／加速度センサー                     | Xi／FOMAハイスピード14Mbps(受信)送信5.8Mbps | Bluetooth                              | DCMX／おサイフケータイ／赤外線／トルカ        |
| ワンセグ                                         | メロディコール                              | テザリング                             | WiFi IEEE802.11b/g/n                          |
| GPS                                              | spモード／Eメール／電話帳バックアップ       | デコメール／デコメ絵文字／デコメアニメ | iチャネル                                     |
| エリアメール／ソフトウェアーアップデート自動更新 | デジタルオーディオプレーヤー(WMA)(MP3他)    | GSM／3Gローミング（WORLD WING）        | フルブラウザ／Flash Player 10.3               |
| Androidマーケット／ドコモマーケット              | Gmail／Google Talk／YouTube／Picasa         | バーコードリーダ／名刺リーダ           | ドコモ地図ナビ／Google Maps／ストリートビュー |

### コンテンツ
Sony Tablet S同様に、PlayStation Certifiedを利用することができ、初代PlayStationのゲームを利用することが可能となっている。また みんなのGOLF2がプリインストールされている。
ソニーのオンラインブックストアのReader Storeにも対応しており、ソニー・リーダーなどで閲覧可能な電子書籍の購入などが可能となる。また2画面を生かし、端末を縦にすると本の見開きのように、電子書籍を閲覧することも可能となる。
Sony Entertainment Network（ソニーエンタテインメントネットワーク）ではVideo Unlimited（ビデオ・アンリミテッド）で、映画やテレビ番組をダウンロードが可能となっている。
Xperiaなどと同様、PCとの同期にはMedia Goが対応しており、動画や音楽、Pod Castで配信されるミュージックなども取り込むことが可能となっている。

## アプリケーション
TwitterやFacebook、mixiといったSNSを統合できるソーシャルフィードリーダーのほか複数のプリインストールアプリケーションが利用可能であるが、その他にAndroidマーケット及びドコモマーケットから30万を超えるアプリケーションのダウンロードが可能となっている。

### プリインストールアプリケーション
- Video Unlimited
- PlayStation Store
- みんなのGOLF2
- Pinball Heroes
- Reader
- ビデオプレーヤー
- ミュージックプレーヤー
- カメラ
- ギャラリー
- ソーシャルフィードリーダー
- メール
- Gmail
- YouTube
- Ustream
- Foursquare
- Favorites
- リモコン
- Select App
- PetaMapガイド＆ナビ
- カレンダー
- Androidマーケット
- Google Maps
- chumby
- Evernote
- ドコモマーケット 他

## 対応言語
バイリンガル機能が搭載されており、以下の言語の入力、及び表示が可能となっている。
日本語、中国語 簡体字、中国語 繁体字、チェコ語、オランダ語、英語（英国）、英語（米国）、フランス語、ドイツ語、イタリア語、ノルウェー語、ポーランド語、ロシア語、スペイン語、スウェーデン語、トルコ語他

## 歴史
- 2011年4月26日 - コードネームS2としてSony IT Mobile Meetingにて発表
- 2011年9月1日 - ソニーより正式に発売が発表 同時にNTTドコモも取扱いを表明
- 2011年10月19日 - 事前予約開始
- 2011年10月28日 - 発売
- 2012年4月21日 - Wi-Fiモデル（SGPT213JP/H）を発売
- 2012年5月24日 - Android 4.0.3の提供を開始